# Bûche de Noël
Bûche de Noël je vánoční moučník původem z Francie. Kromě Francie se na Vánoce podává také v Belgii, Švýcarsku, Kanadě, Libanonu, Sýrii a v několika dalších bývalých francouzských koloniích (například ve Vietnamu), ale i ve Velké Británii, Španělsku nebo Portugalsku. Tento moučník vychází z tradice vánočního polena.
Jedná se o roládu, jejímž základem je lehké nadýchané těsto a čokoládový máslový krém. Roláda je poté ozdobena větvemi stromů, různými bobulemi nebo umělými houbami vyrobenými z pusinek nebo z marcipánu. Existuje více variant bûche de Noël, například kávová nebo likérová.

## Galerie

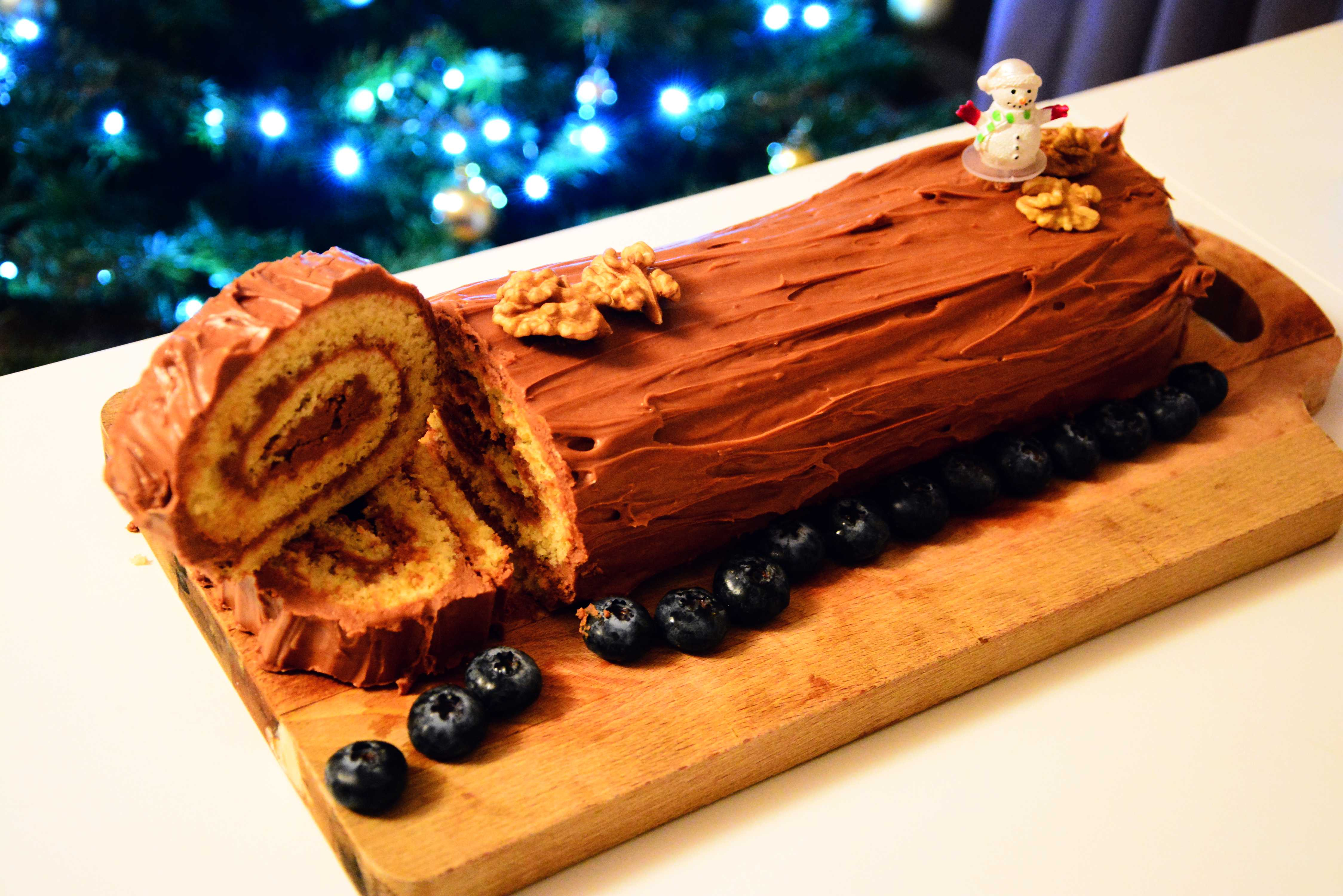
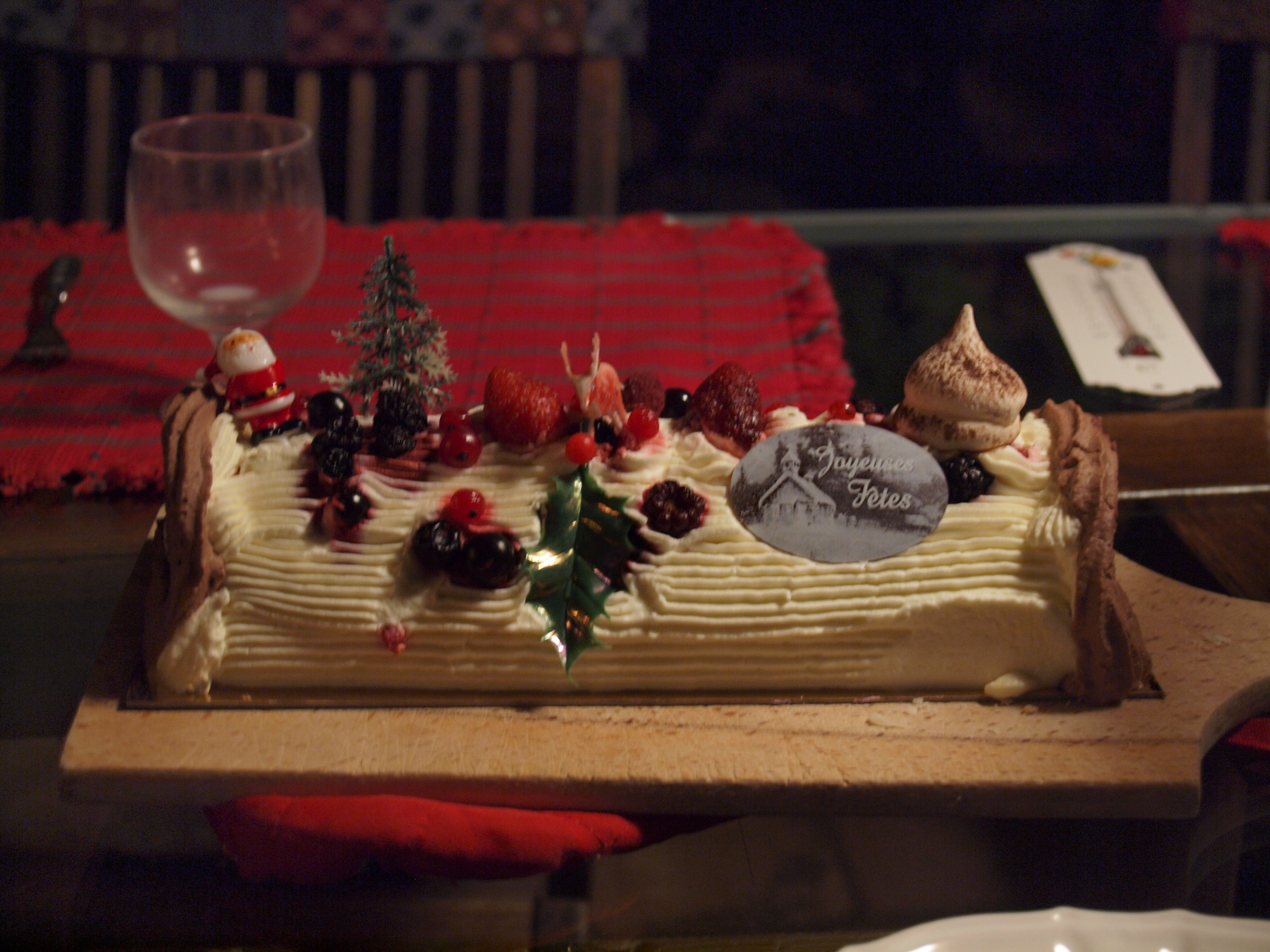
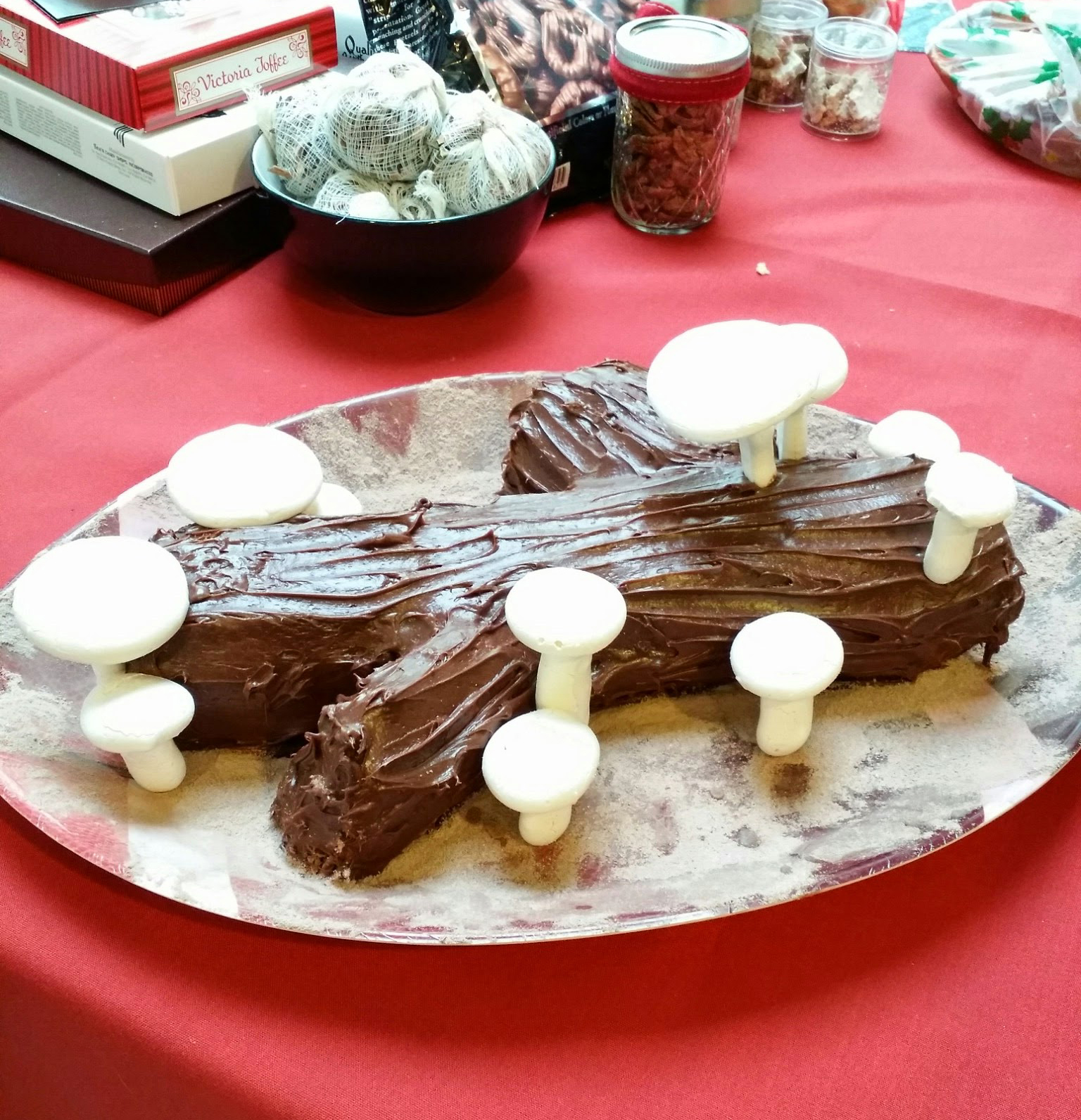
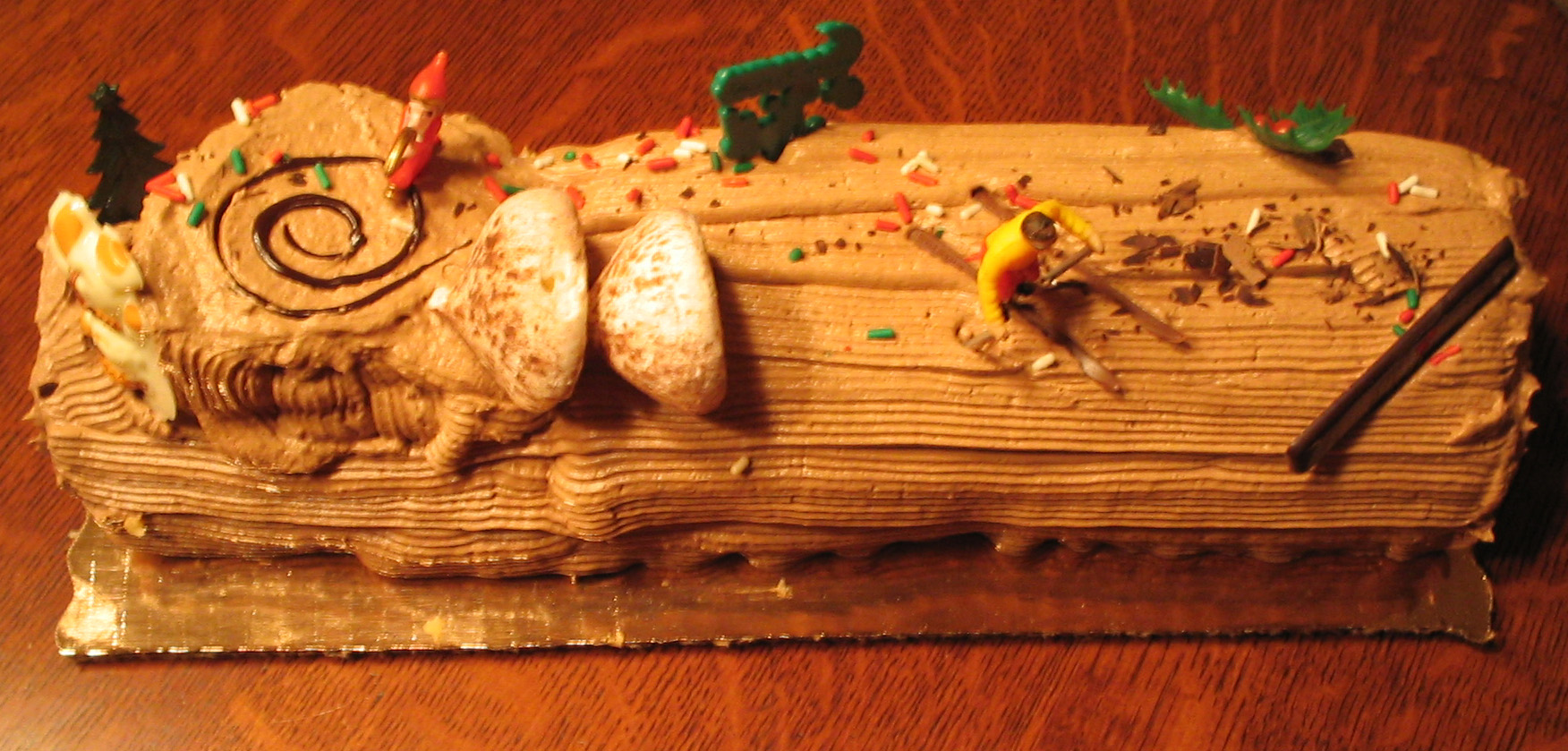